# Jim Beard
James Arthur "Jim" Beard (født 26. august 1960 i Philadelphia, død 2. marts 2024) var en amerikansk pianist, keyboardspiller, komponist, arrangør, producer og lærer.
Beard spillede og indspillede med Mahavishnu Orchestra, Bill Evans, Wayne Shorter, Dennis Chambers, Mike Stern, John Scofield, Bob Berg, Pat Metheny, Steve Vai, Larry Carlton, Victor Bailey, Steely Dan, Red Rodney, Slide Hampton, Randy Brecker, Peter Erskine etc. Han underviste i klaver og musikteori på bl.a. Berklee College of Music i Boston og på Aaron Copland School of Music i New York. Beard ledede og indspillede med egne grupper. Han var inspireret af Oscar Peterson, George Shearing, Erroll Garner, Wynton Kelly og Herbie Hancock.

## Diskografi i eget navn
- Song of the Sun (1990)
- Lost at the Carnival (1994)
- Truly (1997)
- Advocate (1999)
- Revolutions (2008)
- Show of Hands (2013)

## Udvalgt Diskografi som sideman
- Getting Even (1992) - med Dennis Chambers
- Planet Earth (2005) - med Dennis Chambers
- Let the Juice Loose - Live at Blue Note in Tokyo (1990) - med Bill Evans Group
- Some Skunk Funk - Live At Leverkusener Jazztage (2005) - med Randy Brecker & Friends & WDR big Band

## Eksterne Henvisninger
- Officiel hjemmeside